# Jørgensby
Jørgensby (tysk: Jürgensby, sønderjysk: Jørnsby) er en bydel i Flensborg. Den nuværende bydel Jørgensby omfatter ved siden af det egentlige Jørgensgaard også Sønder og Nørre Sankt Jørgen, Sankt Hans og en del af Hulvejene og Fruerlund.

## Jørgensgaard
Jørgensgaard, der ligger på en banke øst for den indre by, var indtil 1900 en selvstændig kommune. Til kommunen hørte også de små bebyggelser Blæsbjerg, Bredbjerg og Kilseng. Blæsbjerg var en typisk udflytterby nord for Lautrupsbækdalen. Kilseng var et gods, der lå direkte ved fjorden. Bydelens navn går tilbage til et hospital for spedalske, som var viet til Sankt Jørgen. Dette hospital blev opløst efter reformationen.
Allerede i 1800-tallet voksede Jørgensgaard, efter at velstillede borgere opførte store villaer her. Ved Bredbjerg oprettedes i 1800-tallet Adelby Mejerei. I begyndelsen af 1900-tallet fulgte en voldsom udbygning med etagelejligheder. I 1907 blev Jørgenskirke oprettet på det forhenværende Sankt Jørgens Hospitals grund. I 1914 fulgte Goetheskolen med sin markante beliggenhed over Sønder Sankt Jørgen. Den daværende Kilseng Bugt blev efter 1920 omdannet til Flensborgs frihavn.

## Sønder og Nørre Sankt Jørgen
Sankt Jørgen-kvarteret ved foden af bakken med Jørgensgaard er præget af sine små kaptajnshuse og brostensbelagte stræder. Sønder Sankt Jørgen ligger i fjorddalen nord for Plankemaj omkring Sankt Jørgensgade og Sankt Hansgade. Syd for Plankemaj tilslutter sig Sankt Hans-kvarteret omkring Sankt Hans Kirke. Kvarteret Nørre Sankt Jørgen ligger ved Lautrupsbækkens munding i fjorden med værtshuset Pilkentafel, Ballastbroen og den lille og nu forsvundne halvø Harnæs. Ved dette sted oprettedes et teglværk i 1900-tallet. På Ballastbjerget ved Ballastbroen gravede skipperne grus gennem århundreder. Bakken indgår i dag i byens folkepark (Volkspark). I Volkspark blev byens markante vandtårn opført i 1962. Ved Lautrupsbækken lå i 1900-tallet en større savmølle, som ejedes af familien Lautrup, hvoraf bækken fik sit nuværende navn. Sønder- og Nørre Sankt Jørgen blev allerede i februar 1874 indlemmet i Flensborg. Den højt liggende Jørgensgaard fulgte først 1900. Parallelt med Sankt Jørgen ved fjorden forløber imidlertid byens hovedvej Havnedæmning.
Sankt Jørgen er forbundet med den højere liggende Jørgensgaard via Skt. Jørgen Trappen.

## Sankt Hans
Syd for Sankt Jørgen ligger Sankt Hans med Sankt Hans Kirken som kvarterets centrum. Kvarteret har i mange år været hjemsted for håndværkere og fiskere. Derom minder endnu gadenavnet Sønderfiskergade/Süderfischerstraße. Sammen med Sankt Nikolaj omkring Søndertorvet og Sankt Marie omkring Nørretorvet regnes Sankt Hans blandt byens ældste kvarterer. Ved Sankt Hans lå med Angelboporten også en af byens tidligere byporte.

## Flensborg-senderen
I 1957 oprettedes Flensborg-senderen i Jørgensby. Den lå tæt på byens midte. Den sendte på K4 (62 MHz) på VHF, mest rettet mod nord, så man med en luftantenne kunne modtage tysk TV i området op til Varde-Vejle[kilde mangler]. Den nye Flensborg-sender blev oprettet i Engelsby i 1990.